# Topic-based authoring
Topic-based authoring – pojęcie z zakresu komunikacji technicznej oznaczające modułowe podejście do tworzenia treści. Jego cechą jest ustrukturyzowanie stworzonej treści wokół topików (ang. topic), które mogą być mieszane oraz wykorzystywane ponownie w różnych kontekstach.
Podejście topic-based authoring jest popularne w zakresie publikacji technicznych i dokumentacji ze względu na użyteczność w procesie tworzenia dokumentacji technicznej. Narzędzia wspierające stosowanie tego podejścia zazwyczaj przechowują treść w XHTML lub innych formatach XML i obsługują ponowne wykorzystanie utworzonej treści, zarządzanie nią oraz dynamiczne kompilowanie spersonalizowanych informacji.
Topik to fragment treści, któryː
- skupia się na jednym temacie,
- posiada określony cel,
- nie wymaga zewnętrznego kontekstu do zrozumienia.

Topiki można tworzyć w sposób zapewniający ich niezależność i umożliwiający ponowne wykorzystywanie w razie potrzeby.
W celu wsparcia autorów w tworzeniu uporządkowanej treści opartej na topikach stworzono standard Darwin Information Typing Architecture (DITA). Jest on zarządzany i podtrzymywany przez DITA Technical Committee organizacji OASIS.

## Zewnętrzne linki
- DITA USERS – organizacja członkowska pomagająca rozpocząć tworzenie zawartości zgodnie z podejściem topic-based structured writing
- OASIS DITA Focus Area – oficjalna społeczność OASIS DITA